# كاميرا لوسيدا
في سنة ١٩٨٠ صدر كتاب كاميرا لوسيد من قبل الكاتب رولان بارت.
كاميرا لوسيدا هي أداة بصرية يستخدمها الفنانون واختصاصيو الميكروسكوب كأداة مساعدة في الرسم.
تجري الكاميرا لوسيدا تراكبًا بصريًا للموضوع الذي يجري عرضه على السطح الذي يرسم عليه الفنان. يرى الفنان كلاً من المشهد والرسم في وقت واحد، كما هو الحال في التعريض الضوئي المزدوج. يسمح هذا للفنان بتكرار النقاط الرئيسية للمشهد على سطح الرسم، وبالتالي المساعدة في العرض الدقيق المنظور.

## التاريخ

كوخ السيد جينكينز ، إيلوارا ، جون راي

جرى تسجيل براءة اختراع الكاميرا لوسيد في عام ١٨٠٦ من قبل الكيميائي الإنجليزي وليام هايد ولاستون .

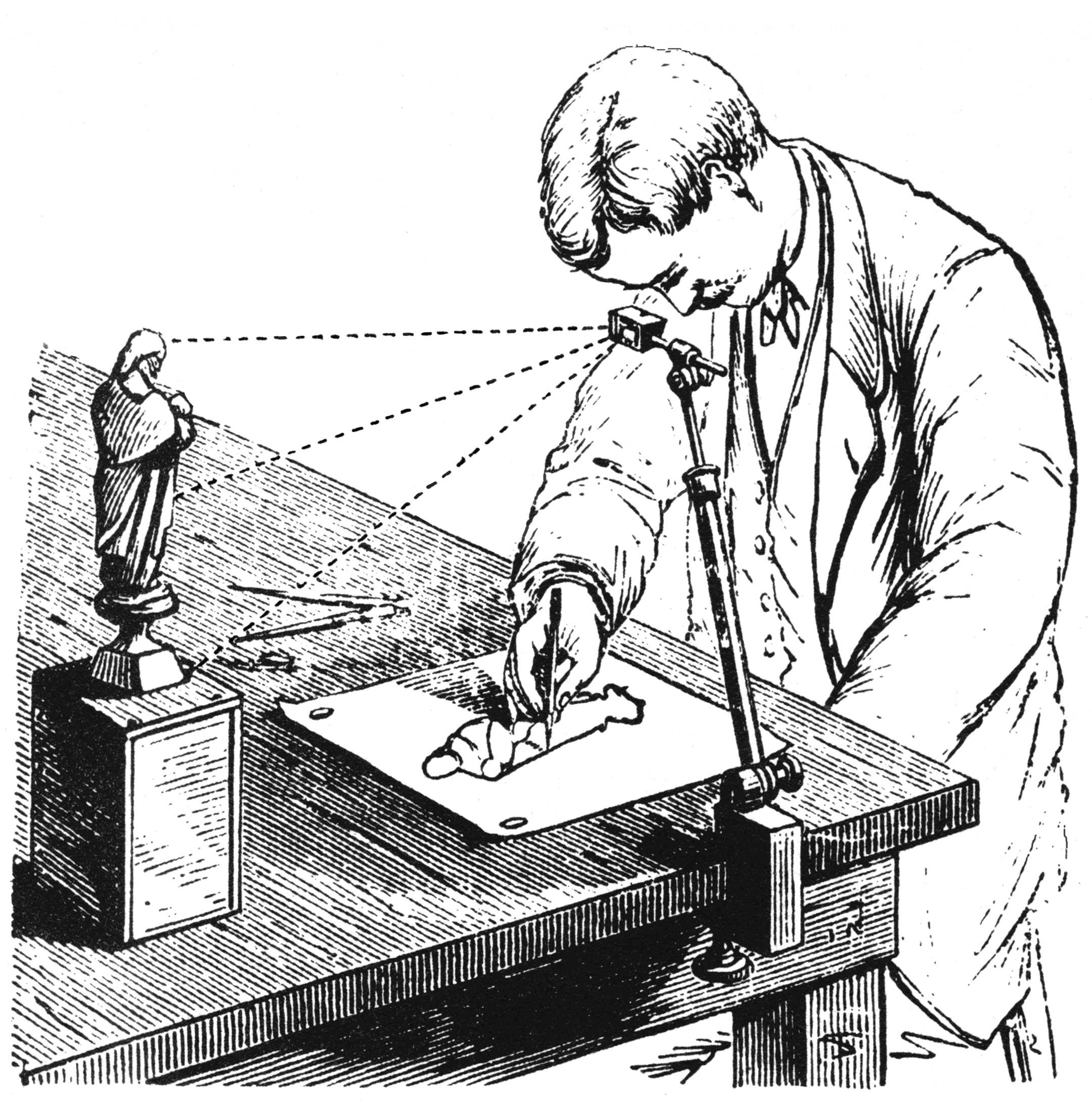
كاميرا لوسيدا قيد الاستخدام

وُصفت البصريات الأساسية قبل ٢٠٠ عام من قبل عالم الفلك الألماني يوهانس كبلر في كتابه (١٦١١) ديوبتر، ولكن لا يوجد دليل على أنه أو معاصريه صمموا كاميرا لوسيدا عاملة.
بحلول القرن التاسع عشر، سقط وصف كبلر في النسيان، لذلك لم يُطعن في ادعاء وولاستون. يعني مصطلح «كاميرا لاسيدا» (في اللاتينية «غرفة مضاءة جيدًا» على عكس الكاميرا المظلمة «الغرفة المظلمة») وهو مصطلح يعود إلى وولاستون.
في أثناء شهر العسل في إيطاليا عام ١٨٣٣، استخدم رائد التصوير الفوتوغرافي وليام فوكس تالبوت كاميرا لوسيدا كأداة مساعدة للرسم.
كتب لاحقًا أنه كانت هناك خيبة أمل من جهوده الناتجة التي شجعته على البحث عن وسيلة «لجعل هذه الصور الطبيعية تطبع نفسها بشكل دائم». في عام ٢٠٠١، قوبل كتاب الفنان ديفيد هوكني «المعرفة السرية: إعادة اكتشاف التقنيات المفقودة للفنانين القدامى» بالجدل. نصت حجته، المعروفة باسم أطروحة هوكني فالكاو، على أن الانتقال الملحوظ في الأسلوب لمزيد من الدقة والواقعية البصرية الذي حدث في نحو عقد من العشرينيات من القرن الماضي يُعزى إلى اكتشاف الفنانين مدى قدرة أجهزة الإسقاط البصري، وعلى وجه التحديد، التنظيم باستخدام مرآة مقعرة لعرض صور حقيقية. تستند شواهدهم إلى حد كبير على خصائص اللوحات التي رسمها فنانون عظماء في القرون اللاحقة، مثل إن جرسا وفان إيك وكارافاجيو. لا تزل كاميرا لوسيدا متاحة اليوم من خلال قنوات التوريد الفني ولكنها غير معروفة جيدًا أو مستخدمة على نطاق واسع. لقد تمتعت بالانتعاش اعتبارًا من عام (٢٠١٧) من خلال عدد من حملات كيك ستارتر.

## الوصف
من الواضح أن المقصود من اسم «كاميرا لوسيدا» (اللاتينية «غرفة مضيئة») إبطال أداة الرسم الأقدم بكثير، حجرة الكاميرا (باللاتينية تعني «الغرفة المظلمة»). لا يوجد تشابه بصري بين الأجهزة. كاميرا لوسيدا هي جهاز محمول خفيف الوزن لا يتطلب ظروف إضاءة خاصة. لم يجرِ عرض أي صورة بواسطة الكاميرا لوسيدا.
في أبسط أشكال الكاميرا لوسيدا، ينظر الفنان إلى الأسفل على سطح الرسم من خلال لوح زجاجي أو مرآة نصف فضية مائلة بزاوية ٤٥ درجة. يؤدي هذا إلى عرض منظر مباشر لسطح الرسم تحته، ومنظرًا منعكسًا لمشهد أفقي أمام الفنان. ينتج عن هذا التصميم صورة مقلوبة تكون معكوسة لليمين واليسار عند قلب الاتجاه الأيمن لأعلى. أيضًا، يُفقد الضوء في الانعكاس غير الكامل.

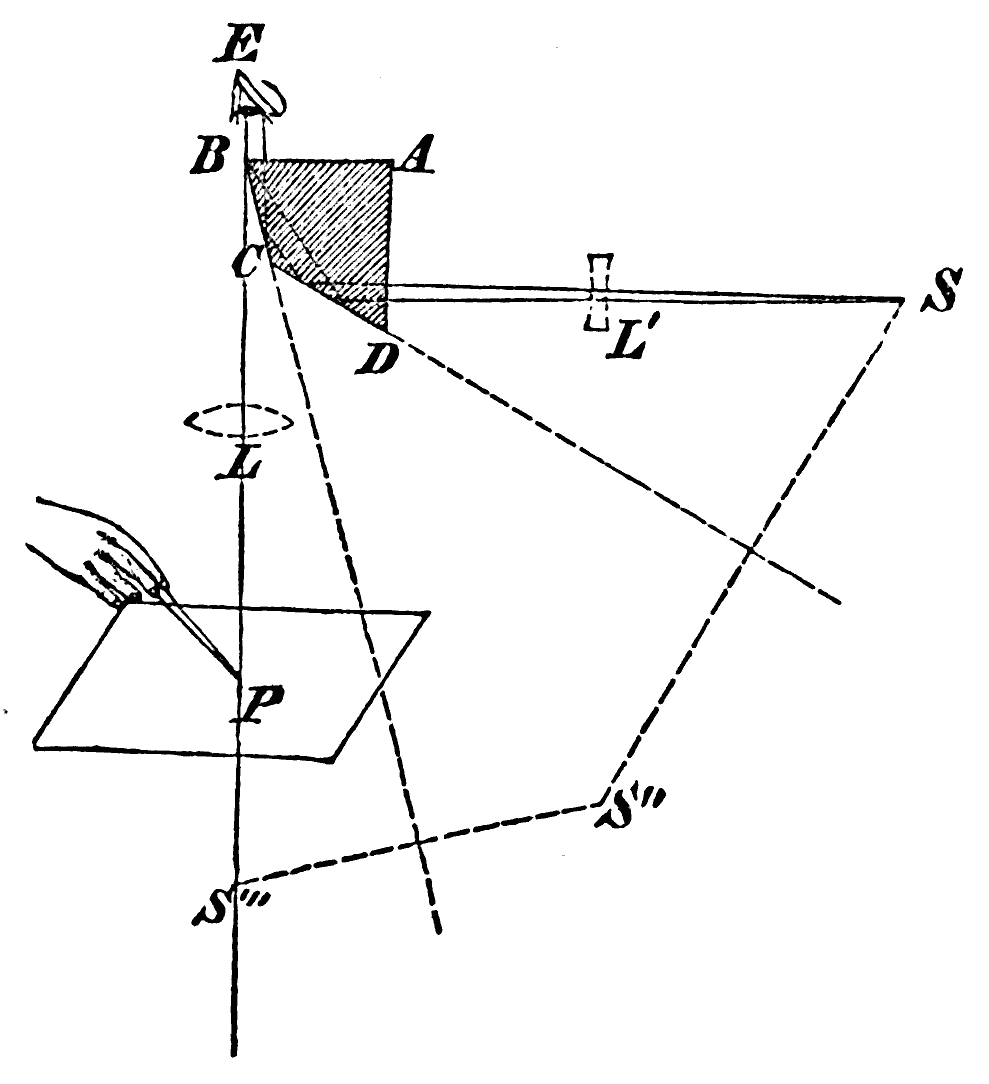
بصريات ولاستون

استخدم تصميم والاستون منشورًا بأربعة أوجه بصرية لإنتاج انعكاسين متتاليين، وبالتالي إنتاج صورة غير مقلوبة أو معكوسة. الزاويتان إي بي سي وإي دي سي تساويان ٦٧.٥ درجة وبي سي دي تساوي ١٣٥درجة. ومن ثم، تحدث الانعكاسات من خلال الانعكاس الداخلي الكلي، لذلك يجري فقد القليل جِدًّا من الضوء. لا يمكن الرؤية مباشرة من خلال الموشور، لذلك من الضروري النظر إلى الحافة ذاتها لرؤية الورقة. غالبًا ما تأتي الآلة بمجموعة متنوعة من العدسات السلبية الضعيفة، لإنشاء صورة افتراضية للمشهد على مسافات متعددة. إذا أُدخلت العدسة اليمنى، بحيث تساوي المسافة المختارة تقريبًا مسافة سطح الرسم، يمكن عرض كلتا الصورتين بتركيز جيد في الوقت نفسه.
إذا استُخدمت ورقة بيضاء مع كاميرا لوسيدا، يميل تراكب الورقة مع المشهد إلى إبهات المشهد، ما يجعل من الصعب رؤيته. عند العمل باستخدام كاميرا لوسيدا، غالبًا ما يكون من المفيد استخدام ورق مظلل أو رمادي. تضمنت بعض التصاميم التاريخية مرشحات مظللة للمساعدة في موازنة الإضاءة.

## الفحص المجهري
في الآونة الأخيرة، قبل بضعة عقود، كانت كاميرا لوسيدا لا تزال أداة معيارية للميكروسكوبي، ولا تزال أداة رئيسية في مجال علم الحفريات. حتى وقت قريب جِدًّا، كانت الصور المجهرية مكلفة في إعادة إنتاجها. علاوة على ذلك، في كثير من الحالات، كان إنتاج إيضاح للهيكل الذي رغب الميكروسكوب في توثيقه أسهل بكثير عن طريق الرسم منه عن طريق التصوير المجهري. وبالتالي، فإن معظم الرسوم التوضيحية النسيجية والتشريحية الدقيقة الروتينية في الكتب المدرسية والأوراق البحثية كانت رسومات كاميرا لوسيدا وليست صورًا مجهرية. لا تزل كاميرا لوسيدا تُستخدم باعتبارها الطريقة الأكثر شيوعًا بين علماء الأحياء العصبية لرسم هياكل الدماغ، على الرغم من الاعتراف بوجود قيود عليها. «لعقود من الزمن في علم الأعصاب الخلوي، شكلت رسومات الكاميرا لوسيدا الرسوم التوضيحية الأساسية. يمكن تجنب قيود كاميرا لوسيدا من خلال إجراء إعادة البناء الرقمي».
«التشويه هو مصدر قلق خاص، يجري إدخال طرق رقمية جديدة يمكن أن تحد من ذلك أو تزيله، تؤدي التقنيات المحوسبة إلى أخطاء أقل بكثير في نسخ البيانات وتحليلها من إجراء الكاميرا لوسيدا». كما أنها تستخدم بانتظام في التصنيف البيولوجي.